# Ачуар-шивиар
Ачуар-шивиар (Achual, Achuale, Achuar, Achuar-Shiwiar, Achuara, Jivaro, Maina, Mayna) — небольшой индейский хиварский язык (по другой классификации диалект), на котором говорит народ ачуар, родственный шуарам (хиваро), проживающий в пограничных районах Перу и Эквадора; в Перу на северо-западе региона Лорето, между реками Морона и Тигре; в Эквадоре в провинциях Пастаса и Морона-Сантьяго.
Письменность на основе латинского алфавита: A a, Ch ch, E e, I i, J j, K k, M m, N n, Ng ng, P p, R r, S s, Sh sh, T t, Ts ts, U u, V v, Y y.